# Ярославенко Ярослав Дмитрович
Яросла́в Дми́трович Яросла́венко (Вінцковський) (30 березня 1880, Дрогобич — 26 червня 1958, Львів) — український композитор і диригент, за фахом інженер на залізниці.

## Біографія

### Юність та навчання
Український композитор, хоровий диригент і громадський діяч Ярослав Ярославенко (справжнє прізвище Вінцковський) народився 30 березня 1880 року в Дрогобичі. Його батько — професор Львівської гімназії, український письменник і громадський діяч Дмитро Вінцковський народився на Тернопільщині. Про нього в одному з листів згадав І. Франко як одного з тих товаришів, які допомогли йому прилучитися до літературної діяльності. Дмитро Вінцковський мав добрий голос і грав на скрипці. У нього навчався відомий композитор Ярослав Лопатинський. Мати Ярослава — Анна Височанська, яка походила з Дрогобича, грала на фортепіано і цитрі. В родині часто влаштовували домашні концерти, на яких залюбки музикували не лише дорослі, а й діти. У подружжя Вінцковських, крім Ярослава, були ще доньки — Славомира і Марія та сини — Ростислав і Юрій.
Ярослав від природи був обдарованою дитиною — мав абсолютний слух та чудову пам'ять. Навчаючись в українській школі у Львові (1886), Ярослав оволодіває такими музичними дисциплінами як контрапункт, теорія музики, бере участь у хоровому гуртку, відвідує концерти, вистави в оперному театрі. Закінчивши гімназію, Ярославенко стає вільним слухачем польської консерваторії (1898—1900). Музичні студії проходив у класі музично-теоретичних дисциплін професора Францішка Соломковського та у класі композиції відомого польського композитора - Станіслава Невядомського.
Від 1892 року майбутній композитор брав уроки музики у професора Мар'яна Пігня — вивчав гру на фортепіано, техніку хорового та вокального співу. Одночасно навчався в гімназії. Відомо, що в 1892 році учень ІІІ-го класу німецької гімназії Ярослав Вінцковський отримав з фонду 120 ринських допомоги. Цей фонд надавав її тільки обдарованим дітям.
Восени 1898 року Ярослав вступив на інженерний відділ Львівської вищої політехнічної школи, де успішно навчався і у 1904 році отримав диплом інженера шляхів. Одночасно Ярославенко навчався у Львівській консерваторії (1898 — 1900). У 1905—1918 роках працював інженером і, навіть, мав власне бюро «Будівельні матеріали».

### Громадська діяльність та товариство «Сокіл»

Ярославенко у видавництві

У 1894 році в Галичині виникло спортивне товариство «Сокіл». 27 жовтня 1898 року Ярослав Вінцковський вступив до цього товариства. В 1900 році він разом зі своїм вчителем Г. Врецьоною ввійшов до складу старшини товариства. Будучи писарем «Сокола», композитор вів ретельний облік засідань старшини товариства, реєстрував навіть запізнення. Відомо, що він вносив між старшину українські настрої, наприклад, почав писати протоколи без російського «ы» та твердих знаків. А ще він був вчителем у школі вправ, де навчав дітей спортивних ігор. Серед його учнів у цій школі в 1900 році були зокрема діти І. Франка — Тарас, Петро та Андрій.
У цей же період Ярославенко став членом «Русько-українського драматичного товариства ім. І. Котляревського». Одночасно до товариства вступили Ф. Колесса, М. Кордуба, І. Вахнянин, С. Шухевич.
Навесні 1900 року Ярославенко також був секретарем студентського товариства «Основа», яке серед інших вимог ставило вимогу викладання в інституті предметів українською мовою.
В 1903 році Ярослава Вінцковського обрали головою прапорової комісії «Сокола», яка займалася питаннями створення прапора товариства. В цей же час Ярославенко починає свою діяльність як композитор і поет. Коли рада «Сокола» звернулася до українських композиторів із закликом написати «Сокільський марш», Ярославенко, який керував тоді хором товариства «Сокіл», також відгукнувся на цей заклик.

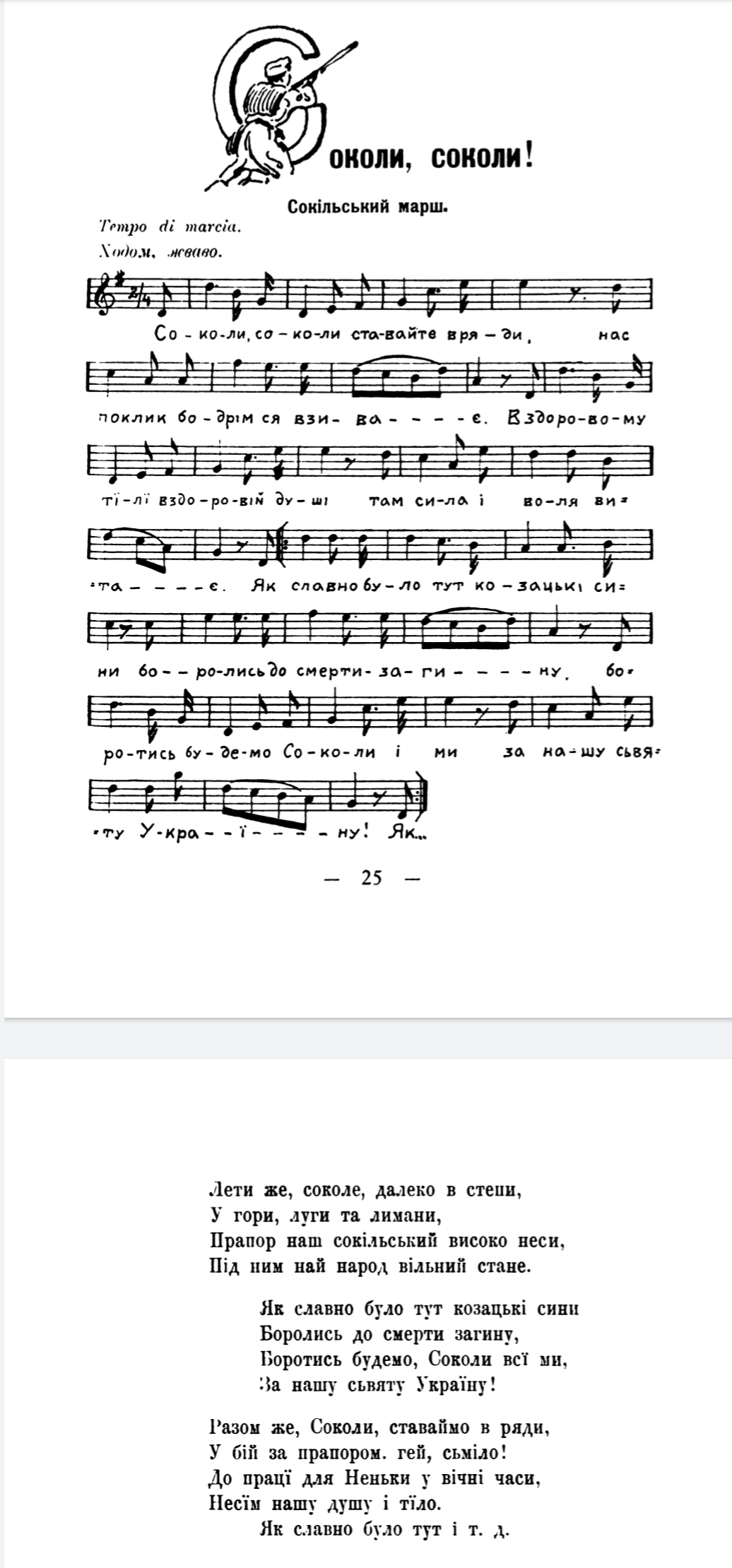
Пісня «Соколи, соколи, ставайте в ряди» («Сокільський марш») Ярослава Ярославенка з віденського видання 1916 року.

6 квітня 1902 року на сокільському святі вперше був виконаний «Марш соколів», а хор проспівав «Гімн сокільський», музику до слів В. Корженка написав Я. Ярославенко, який в той час ще підписувався власним прізвищем Вінцковський. «Марш соколів», який Ярославенко написав на власні вірші патріотичного змісту, був перекладений для мішаного хору.
У 1905 році Я. Ярославенко першим зробив фортепіанну і оркестрову транскрипції, а також власне хорове трактування Гімну України «Ще не вмерла Україна!». В цьому ж році разом із Анатолем Вахнянином та Філаретом Колессою, організував та очолив спеціалізоване музичне видавництво «Торбан», яке проіснувало до 1944 року, накладом якого вийшло близько 350 музичних творів. У 1927 році у видавництві «Торбан» був виданий збірник січових стрілецьких пісень. Ярославенко здружився із керівником хору «Ехо» польським композитором Яном Галем (1856—1912). У нього брав уроки композиції та гармонії.
1 березня 1905 року Я. Вінцковський був прийнятий на посаду залізничного службовця в Бродах. В 1910 році він працював в Дрогобичі, а від вересня 1911 року і до окупації Львова російською армією (1914), був керівником мостової групи в управлінні львівської залізниці (до війська його не брали, бо ще перед війною пошкодив праву ногу; до кінця життя накульгував на неї). Одночасно займався композиторською та дириґентською роботою: керував хором українського театру, працював у Львівському «Бояні»
З 1914 до 1918 року Вінцковський працював на посаді молодшого інженера технічного відділу залізничних шляхів, тобто він перебував на службі царської влади в Галичині. Пізніше продовжував службу при Центральній Раді.
В 1918 році Ярослав одружився зі старшою від себе на 10 років вдовою Євгенією Антонович. Невдовзі після одруження Я. Вінцковський заснував свою «Технічну контору для торгівлі і промислу», яка встановлювала і обладнувала різні заводи, лісопильні, цегельні, а також продавала та скуповувала їхню продукцію.
Ярославенко пробував займатися і педагогічною діяльністю. У 1919 році він проводив заняття на курсах технічного рисівництва (креслення) у торговельній школі на вулиці Корняктів. Там він викладав будову машин. Не полишав Ярославенко і громадської та музичної діяльності. Він листувався з композитором Д. Січинським, підтримував його морально і матеріально, а після його смерті в 1909 році зібрав і передав НТШ його рукописні твори, долучивши 38 листів їх переписки.
В 1911 році Ярославенко написав музику до пластового гімну «Цвіт України і краса», автором тексту якого був О. Тисовський, а в 1923 році на замовлення провідників закарпатського Пласту пісню «Гей, пластуни, гей, юнаки», слова якої написав Спиридон Черкасенко, яка й сьогодні загальновідома у пластовому середовищі як «гімн закарпатських пластунів». Він поклав на музику вірш І. Франка «Сонце по небі колує», і ця пісня стала спортивним гімном на Галичині. З-під його пера вийшли обробки стрілецьких пісень для фортепіано, марші для «Січей» і «Соколів» для духового оркестру. В 1918 році, коли на заклик Військового міністерства УНР відбувалося формування Першої козацько-стрілецької дивізії сірожупанників, Ярославенко вислав їх оркестру кілька маршів власної композиції.
Я. Вінцковський був активним діячем січового руху. Серед іншого він займався організацією виготовлення та розповсюдження предметів січової атрибутики, а також січових і стрілецьких одностроїв. Свідченням цього стали численні подяки з боку Головного січового комітету, а також особисто К. Трильовського. В різні роки Ярославенко керував хорами товариств «Сокіл» і «Основа», українськими хорами «Боян» і «Зоря», а також польськими — «Ехо» і «Лютня».
З 1 серпня 1927 року влаштувався урядником на залізниці. Одночасно керував духовим оркестром львівських трамвайників. 28 лютого 1935 року був заарештований і засуджений польською владою до 2-тижневого арешту за видання революційних пісень. Після звільнення Я. Ярославенка зі служби на залізниці видавнича справа стала єдиним джерелом доходів для родини. Їх будинок на вулиці Софії, 78 став редакцією та головним складом «Торбану», звідки видання розсилалися замовникам.

### За радянських часів

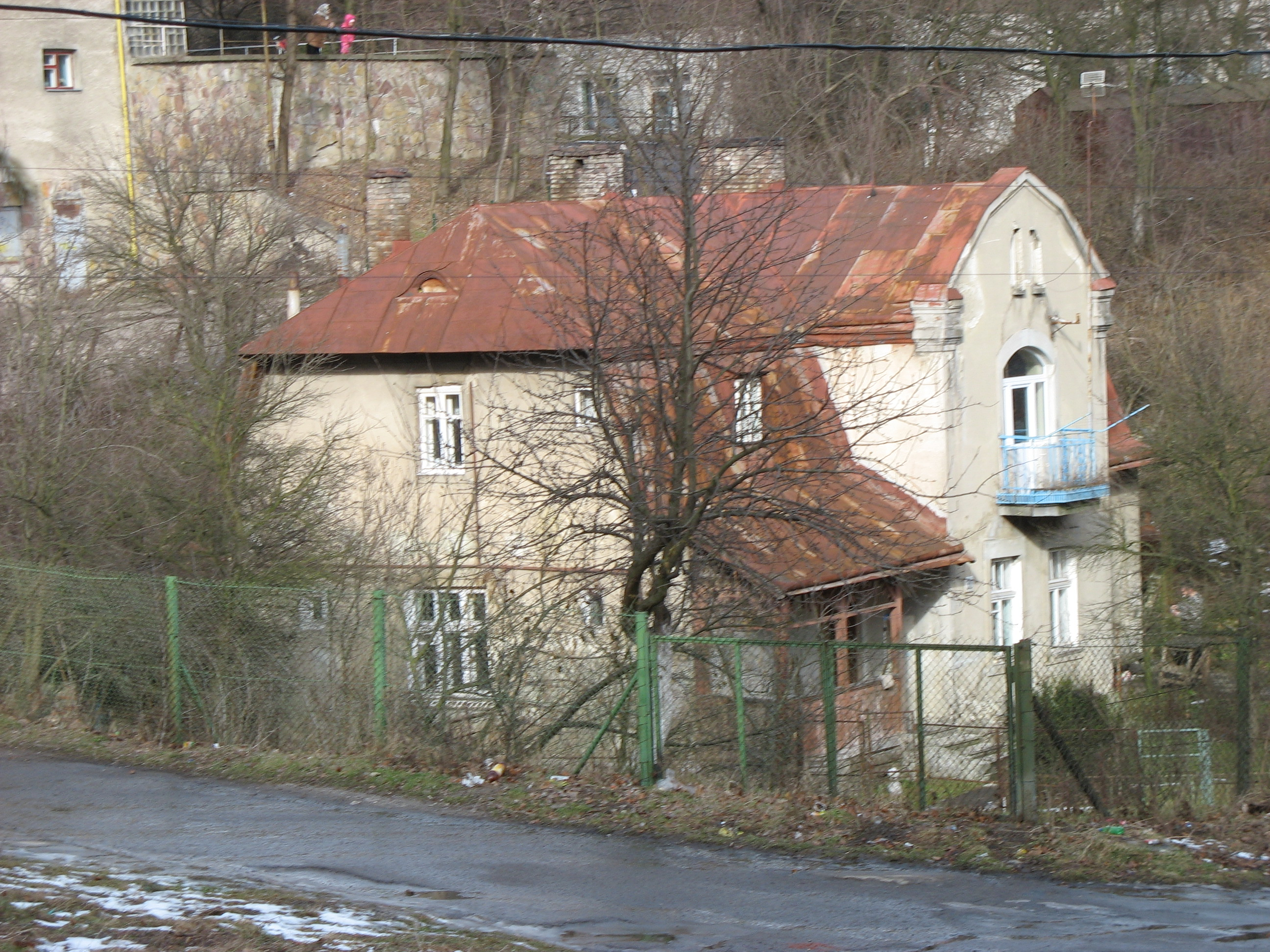
Будинок, у якому жив Ярославенко

З приходом радянської влади у 1939 році на терени Західної України, було ліквідовано видавництво «Торбан», і Ярославенко фактично став безробітним композитором без жодних засобів до існування. 18 березня 1941 року 6ув прийнятий на посаду музикознавця у львівської наукової бібліотеки АН УРСР.
Після окупації Львова німцями Ярославенко робив спроби відновити своє видавництво. Як досвідченого залізничника, німці мобілізували композитора в 1941 році до складу допоміжного технічного персоналу залізниці, а через 2 роки призначили його інженером. В 1944 році його примусили виїхати до Кракова, і лише через рік подружжя повернулося до Львова.
З вересня 1945 по квітень 1948 року Я. Ярославенко працював завідувачем музичним кабінетом львівської бібліотеки АН УРСР, директором якої був В. Щурат.
Після звільнення з роботи в бібліотеці композитор потрапив у жорстоку матеріальну скруту. Він періодично надсилав свої твори для публікації в київське і московське музичні видавництва, проте всі ці пропозиції під різними приводами відхилялися. В 1948 році Ярославенко звернувся з проханням до Спілки композиторів прийняти його в члени Музфонду. В заяві він вказав, що за 50 років праці ним було опубліковано понад 270 власних композицій, а ще є 135 неопублікованих.
2 жовтня 1948 року 68-річний композитор був прийнятий на посаду вчителя хорового співу в львівську школу для сліпих дітей, де він працював до 1951 року.
У 1950 році з ним встановив тісні і теплі зв'язки Г. Ширма — художній керівник Білоруського народного хору у Гродно. Ширма надсилав Ярославенкові для обробки тексти білоруських народних, партизанських та колгоспних пісень. Всього до весни 1953 року композитор обробив 26 білоруських пісень для мішаного хору, 3 — для чоловічого та 3 — для сольного виконання. Ярославенко не тільки обробляв білоруські пісні, а й поширював їх. Декілька з них взяло до свого репертуару польське радіо у Вроцлаві, Гуцульський ансамбль пісні і танцю в Станіславові та деякі московські співачки, які бували у Львові на гастролях.
У березні 1952 року Ярославенко вислав до московського видавництва «Музгизу» 15 обробок білоруських народних пісень для мішаного хору, проте отримав відмову. Така ж доля чекала там і збірку з 11 його обробок польських народних пісень, У 1956 році це видавництво відмовилося друкувати його хори на слова I. Франка.
Нарешті у 1953 році у Києві був виданий збірник 18 побутово-ліричних українських пісень в обробці Ярославенка. Їх вибрали з надісланих ним 50 пісень. Наклад збірника становив всього 200 примірників і швидко розійшовся по Україні. На початку 1954 року Ярославенко просив, щоб додрукували ще 3000 примірників, бо ним зацікавилися в Мінську, Варшаві, Кракові, Братиславі, Софії та у Празі. Видавці з «Мистецтва» дотримали слова: у жовтні 1955 року в Києві збірник був перевиданий з включенням у нього 7 нових пісень. Проте намагання Ярославенка перевидати збірники українських танців (свій, Лопатинського та Січинського) закінчилися невдачею. До кінця його життя він не отримав позитивної відповіді на свої запити, які робив від 1946 року.
26 червня 1958 року життя 77-річного Ярослава Ярославенка закінчилося. Рідня поховала його поруч з дружиною на Личаківському цвинтарі.

## Твори

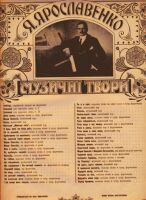
Обкладинка збірка творів Ярослава Ярославенка, видана в Львові приблизно 1920—1923 р.

У творчому доробку Я. Ярославенка є опера «Відьма» (1922) («В чарах кохання») на лібретто С. Черкасенка (за повістю М. Гоголя «Загублена грамота»), прем'єра якої відбулася 27 травня 1922 р., «Дівча з лілеєю», «Над Дніпром» (присвячена дружині Євгенії), оперети «Бабський бунт», «В чужій шкірі» (лібретто Ю. Шкрумеляка), фарс «Влодусь», музика до вистави на сюжет С. Черкасенка «Лісові чари», кантата «Розвивайся, лозо, борзо» (на слова І. Франка), солоспіви, хорові твори, обробки народних пісень, марші для «Січей» і «Соколів» для військових духових оркестрів, музика до гімнів українського «Сокола» і «Пласту», обробки стрілецьких пісень для фортепіано, Служби Божі.

## Вшанування
Іменем Ярославенка названо вулицю у Львові, на якій жив композитор. 1982 року будинок композитора (вул. Ярославенка,30) рішенням Львівського облвиконкому до переліку пам'яток історії міста. Проте 2 вересня 2008 року Львівською міською радою було прийнято рішення «Про проектування громадянином Мельником багатоквартирного житлового будинку з вбудованими офісними приміщеннями і автостоянками на вулиці Ярославенка, 30 зі зносом будинку», після чого 10 вересня 2008 пам'ятку було знищено його новим власником — Ростиславом Мельником. Руйнування пам'ятки спричинило обурення львівської громади, проте лише через 5 років після знищення — 13 лютого 2014 Сихівський районний суд Львова зобов'язав власника відбудувати пам'ятку відповідно до проектно-кошторисної документації на відновлення зруйнованого будинку.